# 肅州直隸州
肅州直隸州，清朝时设置的直隶州。

肃州在甘肃省的位置（1820年）

肅州，本是漢朝時期的酒泉郡，到了隋唐時改制為肅州，又到了明朝時隸屬於陝西行都指揮使司管轄的肅州衛，是洪武二十七年十一月所設置的衞。所以在明朝當時，肅州衛是屬於军政区划。
清朝初年，新設立甘肅省，雍正二年（1724年）時，將肅州衛改制為肅州(散州)，併入甘州府。到了雍正七年（1729年），肅州又獨立出來成為肅州直隸州。按清朝制度，直隸州須管縣份，所以又割甘州府之高臺縣來給「肅州直隸州」管轄
肅州直隸州，編制是:「衝，繁，疲」，同時也是甘肅省安肅道的治所。又，肅州直隸州，除了自己原有的肅州直轄地之外，也只管了高臺縣一個縣。到了民國時期，天下普遍「廢州改縣」，肅州於是被改為酒泉縣。今日，則成為甘肅省酒泉市。